# Podolsk
Podolsk (ros. Подольск) – miasto w Rosji, w obwodzie moskiewskim, nad Pachrą (dopływ Moskwy). Według danych z 2020 roku liczy około 308 tys. mieszkańców.
Od 2021 r. siedziba eparchii podolskiej.

## Gospodarka
W mieście rozwinął się przemysł maszynowy, metalowy, elektrotechniczny, lekki oraz spożywczy.

## Zabytki
- Zespół pałacowy Iwanowskoje, sięgający XVIII w.
- Cerkiew Trójcy Świętej z XIX w.
- Zespół budynków administracji lokalnej
- Gmach szkoły realnej z 1912
- Domy i kamienice z XIX i XX w.
- Zespół dworca z przełomu XIX/XX w.
- Zespół szpitala z przełomu XIX/XX w.

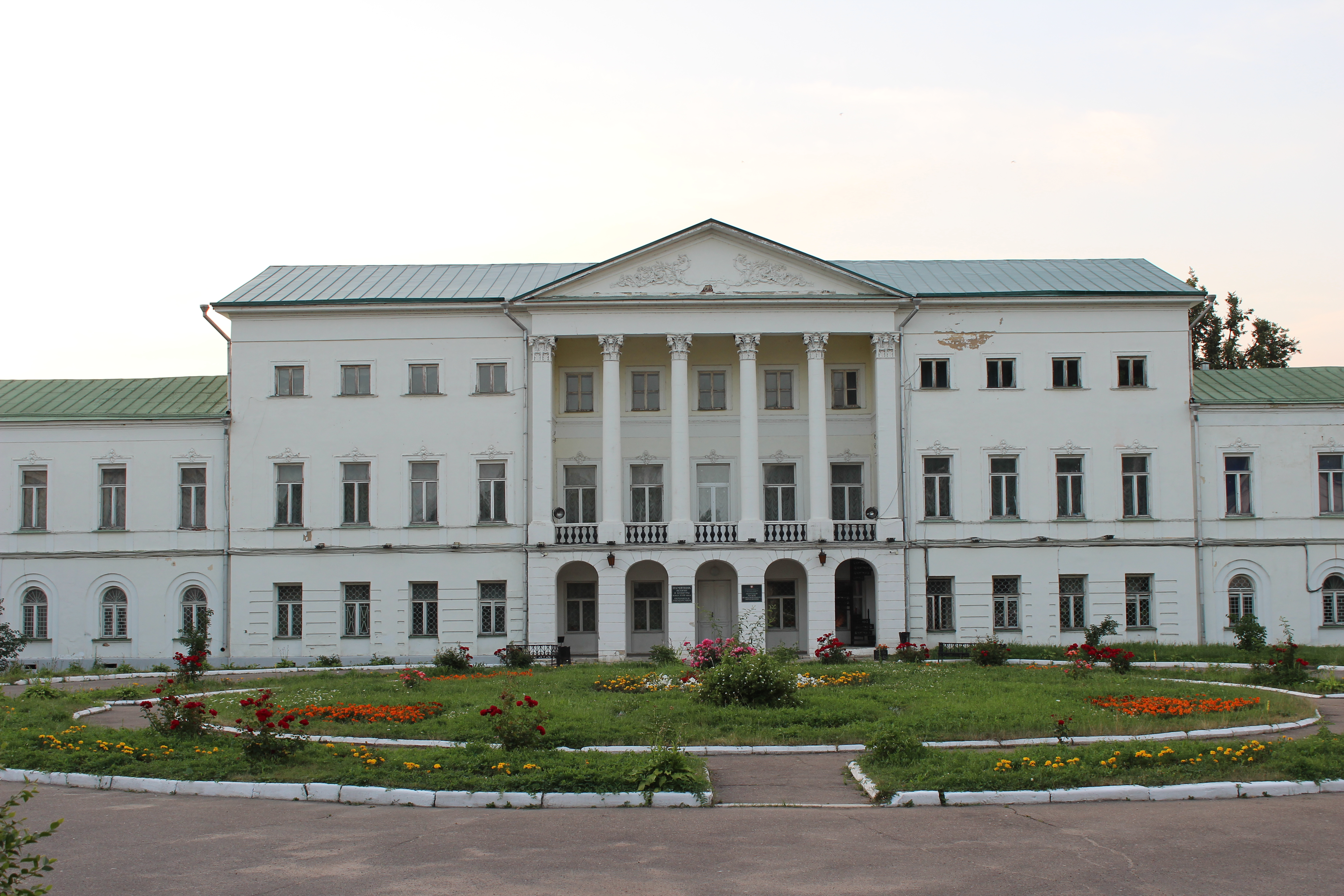
Pałac Iwanowskoje
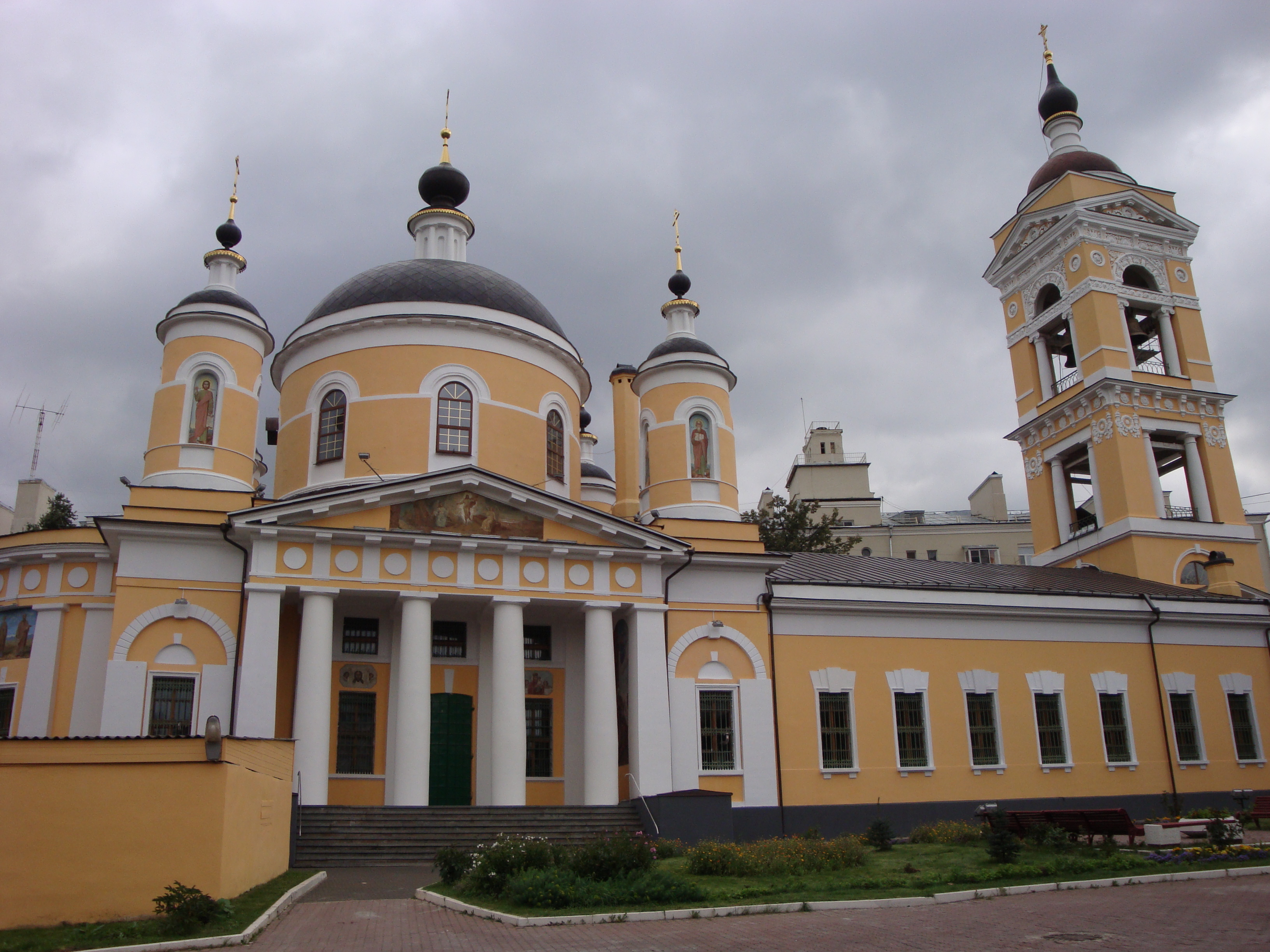
Cerkiew Trójcy Świętej
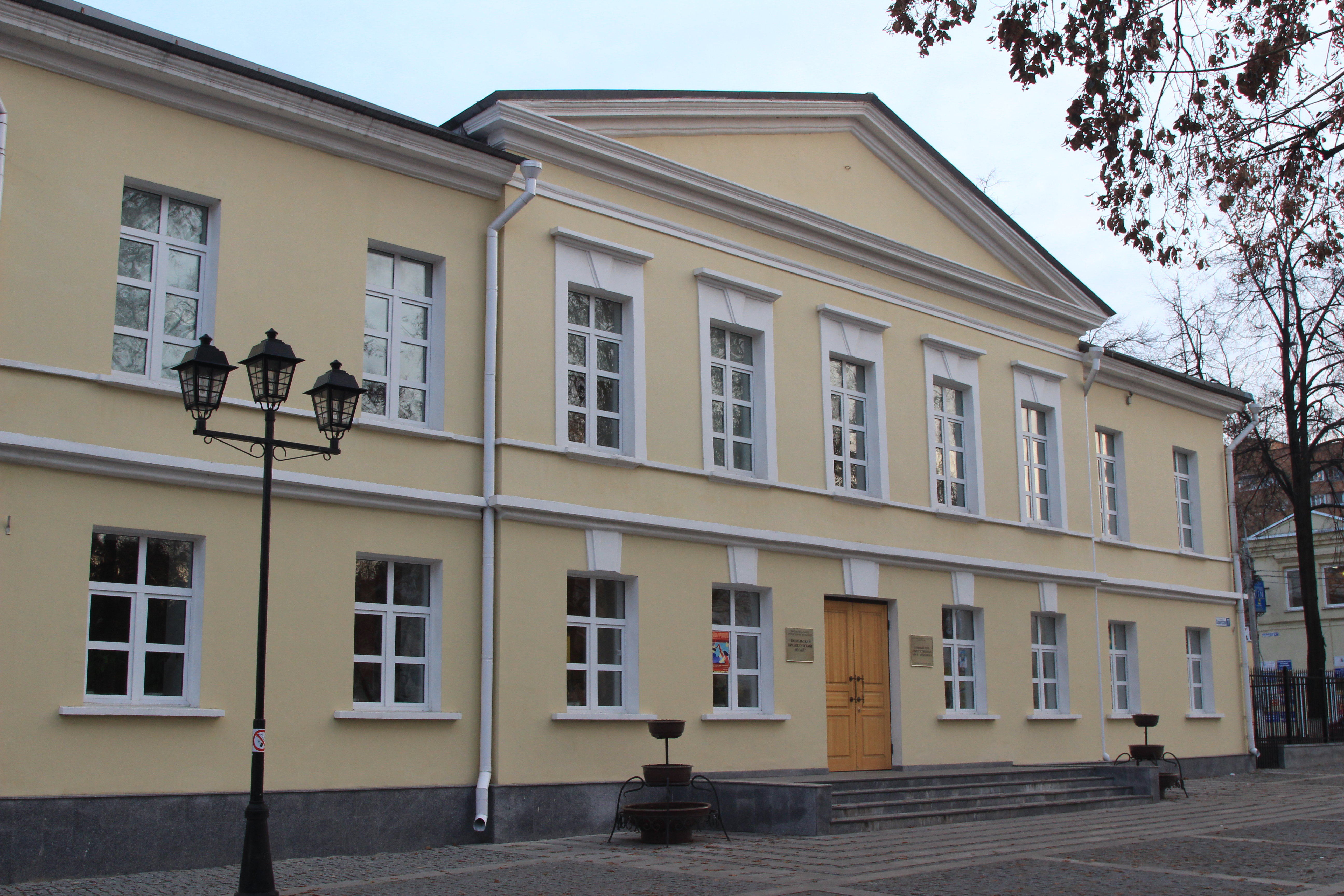
Jeden z budynków administracji
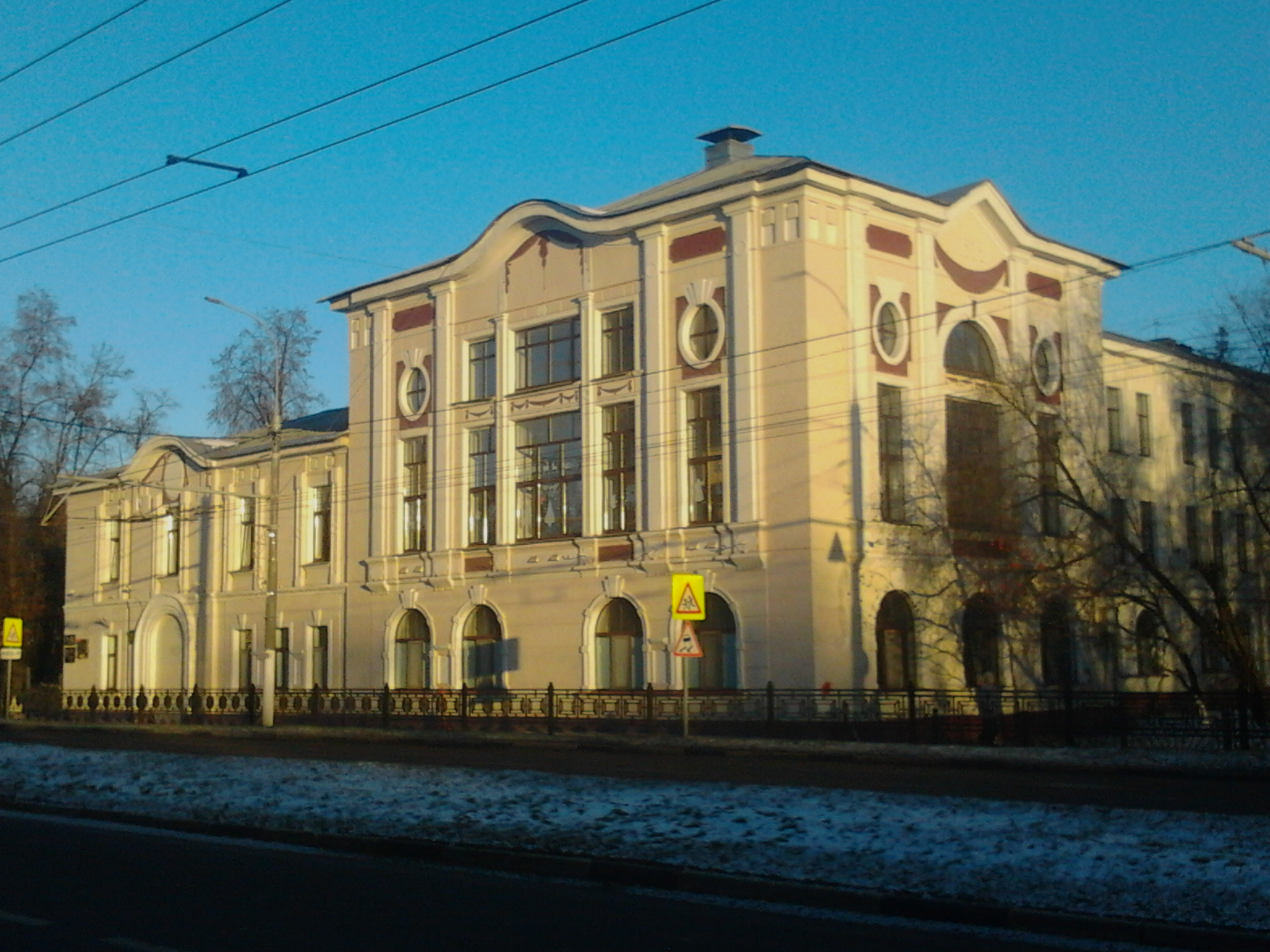
Gmach szkoły realnej

## Sport
- Dinamo Podolsk – klub piłkarski
- Witiaź Podolsk – klub hokejowy
- Witiaź Podolsk – klub piłkarski

## Miasta partnerskie
- Saint-Ouen, Francja
- Ochryda, Macedonia
- Amstetten, Austria
- Bar, Czarnogóra
- Borysów, Białoruś
- Biała Cerkiew, Ukraina
- Bielce, Mołdawia
- Województwo warmińsko-mazurskie, Polska
- Kawarna, Bułgaria
- Kladno, Czechy
- Suchumi, Gruzja
- Dolna Kartlia, Gruzja
- Trier-Land, Niemcy
- Hengyang, Chińska Republika Ludowa
- Czerniowce, Ukraina
- Szumen, Bułgaria
- Engels, Rosja